# Tancítaro
Tancítaro es una población del estado mexicano de Michoacán de Ocampo, localizada en el oeste del territorio al pie del Pico de Tancítaro, que es la mayor elevación del estado. Es cabecera del municipio de Tancítaro.

## Toponimia
El nombre «Tancítaro» se interpreta como ‘lugar de tributo’. Por su ubicación, en épocas prehispánicas el lugar era el punto en el que los pueblos circundantes bajo el dominio purépecha entregaban sus bienes.

## Ubicación
La ciudad de Tancítaro se encuentra a 170 km de la capital del estado, aproximadamente en la ubicación 19°20′15″N 102°21′47″O / 19.33750, -102.36306 a una altitud de 2080 m s. n. m.

## Demografía
Según los datos registrados en el censo de 2020, la localidad cuenta con 8133 habitantes lo que representa un crecimiento promedio de 1.9 % anual en el período 2010-2020 sobre la base de los 6747 habitantes registrados en el censo anterior. Ocupa una superficie de 3.342 km², lo que determina al año 2020 una densidad de 2434 hab/km².
| Gráfica de evolución demográfica de Tancítaro entre 2000 y 2020   |
|                                                                   |
| Fuente: Instituto Nacional de Estadística Geografía e Informática |

La población de Tancítaro está mayoritariamente alfabetizada (4.14 % de personas mayores de 15 años analfabetas, según relevamiento del año 2020), con un grado de escolaridad algo superior a los 8 años. Solo el 0.84% se reconoce como indígena. El 96.6 % de los habitantes de Tancítaro profesa la religión católica.
En el año 2010 estaba clasificada como una localidad de grado medio de vulnerabilidad social. Según el relevamiento realizado, 2540 personas de 15 años o más no habían completado la educación básica —carencia conocida como rezago educativo—, y 3681 personas no disponían de acceso a la salud.